# Stylometra spinifera
Stylometra spinifera is een haarster uit de familie Thalassometridae.
De wetenschappelijke naam van de soort werd in 1881 gepubliceerd door Philip Herbert Carpenter.